# Шилоязычная мышца
Шилоязычная мышца (Musculus styloglossus) — самая короткая и мелкая из трёх шиловидных мышц. Берёт начало от передне-боковой поверхности шиловидного отростка, возле его верхушки, и от шилонижнечелюстной связки.
Направляясь вперёд и вниз к боковым частям языка, проходит между наружной сонной и внутренней сонной артериями. В языке переплетается с волокнами подъязычно-язычной мышцы (Musculus hyoglossus).

## Иннервация
Шилоязычная мышца иннервируется подъязычным нервом (ЧН XII), также как и все мышцы языка, за исключением нёбно-глоточной, которая иннервируется глоточным сплетением блуждающего нерва (ЧН X).

## Функция
Шилоязычная мышца тянет язык назад и вверх, участвует в акте глотания.